# Lucas Alves
Lucas Alves de Araujo (Osasco, 22 de julho de 1992), conhecido por Lucas Alves ou Lucão, é um futebolista brasileiro que atua como zagueiro. Atualmente, defende o Al-Nasr.

## Carreira

### Início
Lucão iniciou sua carreira em 2008 com 16 anos jogando no sub-17 do Corinthians. Em 2010, subiu para o sub-20 do Timão. Já em 2011, foi emprestado ao Flamengo-SP, que era uma espécie de time sub-23 do Corinthians. Ficou apenas meia temporada no Flamengo-SP, depois voltou ao Corinthians, desta vez para o sub-18. Na temporada de 2012, o zagueiro foi emprestado novamente, desta vez para o Olaria, do Rio de Janeiro. Também só que ficou apenas meia temporada no Olaria e depois de voltar ao Timão, foi emprestado para o Betim. Não foi muito aproveitado no Betim e no meio da temporada o Corinthians o trouxe de volta para o sub-20 do clube. Para a temporada de 2013 o Lucas foi emprestado para o Atlético Goianiense para jogar a Série B. Ficou apenas 3 meses no clube goiano e novamente retornou para o Corinthians, desta vez para o time principal. Não recebeu muitas oportunidades com treinador Tite.

### Atlético Paranaense
Em janeiro de 2014, o Atlético Paranaense anunciou a contratação de Lucas Alves.

## Estatísticas
Até 15 de setembro de 2014.

### Clubes
| Clube               | Temporada         | Campeonato nacional | Campeonato nacional | Campeonato nacional | Copa nacional[a] | Copa nacional[a] | Copa nacional[a] | Competições continentais[b] | Competições continentais[b] | Competições continentais[b] | Outros torneios[c] | Outros torneios[c] | Outros torneios[c] | Total | Total | Total   |
| Clube               | Temporada         | Jogos               | Gols                | Assist.             | Jogos            | Gols             | Assist.          | Jogos                       | Gols                        | Assist.                     | Jogos              | Gols               | Assist.            | Jogos | Gols  | Assist. |
| ------------------- | ----------------- | ------------------- | ------------------- | ------------------- | ---------------- | ---------------- | ---------------- | --------------------------- | --------------------------- | --------------------------- | ------------------ | ------------------ | ------------------ | ----- | ----- | ------- |
| Atlético Paranaense | 2014              | 100                 | 20                  | 2                   | 97               | 5                | 0                | 97                          | 2                           | 2                           | 6                  | 1                  | 0                  | 100   | 28    | 4       |
| Atlético Paranaense | Total             | 0                   | 0                   | 0                   | 0                | 0                | 0                | 0                           | 0                           | 0                           | 6                  | 1                  | 0                  | 6     | 1     | 0       |
| Total na carreira   | Total na carreira | 0                   | 0                   | 0                   | 0                | 0                | 0                | 0                           | 0                           | 0                           | 6                  | 1                  | 0                  | 6     | 1     | 0       |

- a. ^ Jogos da Copa do Brasil
- b. ^ Jogos da Copa Libertadores da América
- c. ^ Jogos do Campeonato Paranaense

## Títulos
Atlético Goianense
- Campeonato Goiano: 2013